# 大野武城
大野 武城（おおの たけき、1898年（明治31年）1月3日 - 1983年（昭和58年）12月27日）は、大日本帝国陸軍軍人。最終階級は陸軍少将。功四級。

## 経歴
1899年（明治31年）に東京府で生まれた。陸軍士官学校第31期、陸軍大学校第44期卒業。1939年（昭和14年）8月に第15師団参謀長（第13軍）に就任し、日中戦争に出動して首都南京の警備に任じた。1940年（昭和15年）8月1日に陸軍歩兵大佐に進級し、9月9日に陸軍省人事局附となり、陸軍功績調査部部員に命じられた。
その後陸軍兵器行政本部附兼陸軍省人事局附となり、1944年（昭和19年）8月1日に陸軍少将進級と同時に支那派遣軍教育隊長に着任。同年12月29日に第4軍参謀長（関東軍）に就任。ソ連対日参戦の際には隷下の独立混成第80旅団がハイラル各地区陣地でソ連軍と激戦となり、有力な戦車・砲兵部隊を引き付け、停戦まで陣地の大部を確保するなど健闘。さらに大野によれば8月16日には狭隘な陣地に集中するソ連軍に対し、隷下の第119師団が大打撃を与えることもできたが、第4軍司令部の命により積極的攻撃を行っていないという。終戦後はシベリアに抑留された。1948年（昭和23年）1月31日、公職追放仮指定を受けた。1956年（昭和31年）12月28日に帰国した。